# Frederick Maurice Powicke
Sir Frederick Maurice Powicke (* 16. Juni 1879 in Alnwick; † 19. Mai 1963 in Oxford) war ein britischer Mittelalterhistoriker.

## Leben
Powicke war der Sohn des Geistlichen und Historikers des Puritanismus Frederick James Powicke. Er studierte am Owens College in Manchester und am Balliol College der Universität Oxford, wo er Schüler von  Thomas Frederick Tout war. Von 1908 bis 1915 war er Fellow des Merton College in Oxford. Von 1909 bis 1919 war er Professor für Neuere Geschichte an der Queen’s University Belfast. 1919 bis 1928 war er Professor für Mittelaltergeschichte an der Victoria University of Manchester. 1927 war er Ford Lecturer in Oxford und wurde dort 1928 Regius Professor of Modern History. 1947 ging er in den Ruhestand. Seit 1927 war er Mitglied der British Academy. 1951 wurde er zum auswärtigen Mitglied der Académie des Inscriptions et Belles-Lettres gewählt.
Er baute Oxford zu einem Zentrum der Mediävistik in England aus, wobei er einen mehr biographisch orientierten Zugang einschlug (zum Beispiel Berücksichtigung von Verwandtschafts- und Freundschaftsbeziehungen) als damals in Oxford üblich. Er verfasste den Band über das 13. Jahrhundert in der Oxford History of England. Neben mittelalterlicher Geschichte befasste er sich auch mit Neuzeitgeschichte; zum Beispiel veröffentlichte er 1914 ein Buch über Bismarck.
1946 wurde er als Knight Bachelor geadelt. Er war vielfacher Ehrendoktor. 1920 bis 1933 war er im Rat der Chetham Society, einer Gesellschaft zur Herausgabe historischer Quellen. Von 1933 bis 1937 war er Präsident der Royal Historical Society.
Zu seinen Schülern zählte Richard William Southern.

## Schriften (Auswahl)
Als Autor
- The Loss of Normandy 1189–1204. Studies in the History of the Angevin Empire. 1913.
- Bismarck and the Origin of the German Empire. 1914.
- Ailred of Rievaulx and his biographer Walter Daniel. 1922.
- Stephen Langton (= Ford Lectures 1927). Oxford 1928.
- Gerald of Wales. 1928.
- Historical Study at Oxford. 1929.
- Robert Grosseteste and the Nicomachean Ethics. 1930.
- Sir Henry Spelman and the Concilia (= Raleigh Lecture on History). 1930.
- Medieval England 1066-1485, London 1931, 1948.
- The Christian Life in the Middle Ages. Essays. 1935.
- History, Freedom and Religion (= Riddell Memorial Lectures). 1938.
- mit Levi Fox: The Administration of the Honor of Leicester in the Fourteenth Century. 1940.
- Three Lectures. 1947.
- King Henry III and the Lord Edward. The Community of the Realm in the Thirteenth Century. 1947 (2 Bände).
- Ways of Medieval Life and Thought. Essays and Addresses. 1949.
- Oxford History of England, Band 4: Thirteenth Century 1216–1307. 1953.
- The Reformation in England. 1953.
- Modern Historians and the Study of History. Essays and Papers. 1955.
- zusammen mit Reginald Francis Treharne und Charles Herbert Lemmon: The Battle of Lewes 1264. 1964.

Als Herausgeber
- zusammen mit Andrew George Little: Essays in Medieval History Presented to Thomas Frederick Tout. 1925.
- The Medieval Books of Merton College. 1931 (Katalog).
- Oxford Essays in Medieval History. Presented to Herbert Edward Salter. 1934.
- Handbook of British Chronology. 1939.
- Walteri Danielis: Vita Ailredi Abbatis Rievall. The Life of Ailred of Rievaulx by Walter Daniel. 1950.
- zusammen mit Alfred Brotherston Emden: Hastings Rashdall: The Universities of Europe in the Middle Ages. 1936 (3 Bände).